# Zdeněk Fibich
Zdeněk Fibich (født 21. december 1850 i Loket, død 15. oktober 1900 i Prag) var en tjekkisk komponist og dirigent.
Han var en tyskorienteret nationalromantiker med en stor og alsidig produktion bag sig, der bl.a. bestod af syv operaer samt 3 symfonier, kammermusik, m.m.
Han er nok mest kendt internationalt for salonstykket Poème. Fibich komponerede det i 1893 som Lento for klaver, op. 41, hefte 4, nr. 14. Samme år indarbejdede han det i sin symfoniske digtning Im Zwielicht, op. 39. Navnet Poème stammer fra violinisten Jan Kubeliks arrangement for violin og klaver fra 1908. I vore dage kendes værket i forskellige arrangementer, der kan være ganske afvigende, alt efter om de baserer sig på den oprindelige klaverkomposition eller på den symfoniske digtning.

## Udvalgte værker
- Symfoni nr. 1 i F-dur (1877-1883) - for orkester
- Symfoni nr. 2 i Es-dur (1892-1893) - for orkester
- Symfoni nr. 3 i E-mol (1998) - for orkester
- "Nymfen" (1875) (symfonisk digtning) - for orkester
- "Stormen" (1880) (symfonisk digtning) - for orkester
- "Orkester fantasi" (1871) - for orkester